# Coppa Iberica 2023 (pallavolo femminile)
La Coppa Iberica 2023, 1ª edizione dell'omonima competizione, si è svolta dal 23 al 24 settembre 2023: al torneo hanno partecipato quattro squadre di club tra portoghesi e spagnole e la vittoria finale è andata per la prima volta al JAV Olímpico.

## Formula
La formula ha previsto semifinali, finale terzo posto e finale.

## Squadre partecipanti
| Squadra          | Qualificazione                           |
| ---------------- | ---------------------------------------- |
| Leixões          | 3ª in Primeira Divisão 2022-23           |
| Sporting Lisbona | Vincitrice Coppa di Portogallo 2022-23   |
| Haris            | Vincitrice Coppa della Regina 2022-23    |
| JAV Olímpico     | Vincitrice Superliga de Voleibol 2022-23 |

## Torneo
|  | Semifinali       | Semifinali |                  |              | Finale          | Finale          |  |
|  |                  |            |                  |              |                 |                 |  |
|  | JAV Olímpico     | 3          |                  |              |                 |                 |  |
|  | JAV Olímpico     | 3          |                  |              |                 |                 |  |
|  | Leixões          | 1          |                  |              |                 |                 |  |
|  | Leixões          | 1          |                  | JAV Olímpico | 3               |                 |  |
|  |                  |            |                  | JAV Olímpico | 3               |                 |  |
|  |                  |            | Sporting Lisbona | 2            |                 |                 |  |
|  | Sporting Lisbona | 3          | Sporting Lisbona | 2            |                 |                 |  |
|  | Sporting Lisbona | 3          |                  |              |                 |                 |  |
|  | Haris            | 2          |                  |              | Finale 3º posto | Finale 3º posto |  |
|  | Haris            | 2          |                  |              |                 |                 |  |
|  |                  |            |                  |              |                 |                 |  |
|  |                  |            |                  |              | Leixões         | 2               |  |
|  |                  |            |                  |              | Leixões         | 2               |  |
|  |                  |            |                  |              | Haris           | 3               |  |

### Semifinali
| 23 settembre 2023 Centro Cultural, Viana do Castelo Durata: ? - Spettatori: ? | JAV Olímpico     | 3 - 1 | Leixões | 25-23, 22-25, 25-23, 25-23       |
| 23 settembre 2023 Centro Cultural, Viana do Castelo Durata: ? - Spettatori: ? | Sporting Lisbona | 3 - 2 | Haris   | 30-32, 25-20, 23-25, 25-18, 15-9 |

### Finale 3º posto
| 24 settembre 2023 Centro Cultural, Viana do Castelo Durata: ? - Spettatori: ? | Leixões | 2 - 3 | Haris | 25-20, 17-25, 27-25, 17-25, 13-15 |

### Finale
| 24 settembre 2023 Centro Cultural, Viana do Castelo Durata: ? - Spettatori: ? | JAV Olímpico | 3 - 2 | Sporting Lisbona | 31-29, 19-25, 17-25, 25-18, 15-12 |

## Classifica finale
| Pos | Squadra          |
| --- | ---------------- |
| Oro | JAV Olímpico     |
| 2   | Sporting Lisbona |
| 3   | Haris            |
| 4   | Leixões          |